# Temple protestant de Lourmarin
Le temple protestant de Lourmarin est un édifice religieux situé à Lourmarin, dans le département de Vaucluse. La paroisse est membre de l'Église protestante unie de France.

## Histoire

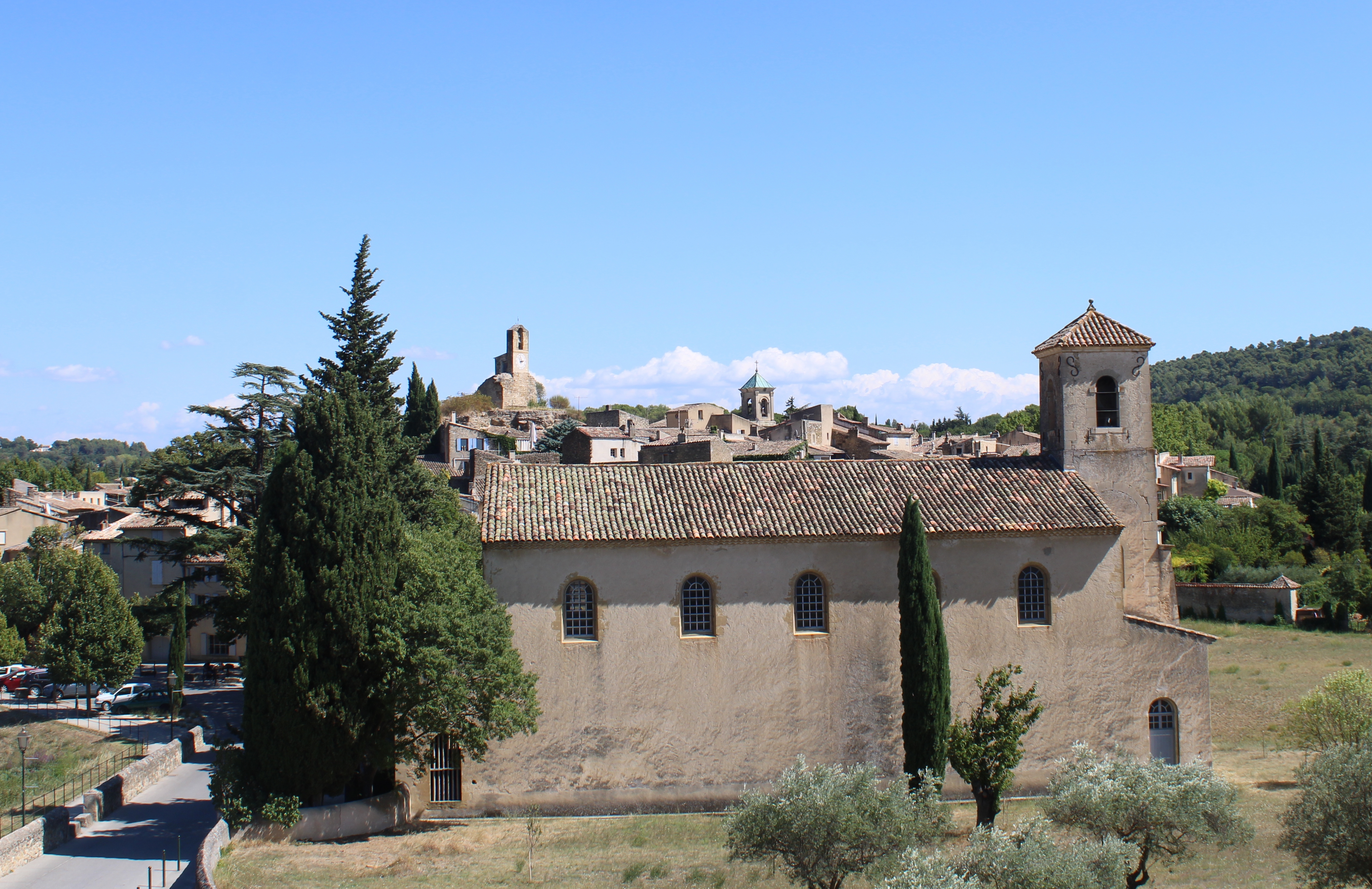
Vue du temple depuis le château et le village en arrière plan.

Le temple est construit, à partir du 17 avril 1806, sur les plans de Michel-Robert Penchaud, datant de 1805. Les travaux sont financés par la commune de Lourmarin, pour le bâti, ainsi que par celle de Puyvert, pour le mobilier. Le temple est de forme rectangulaire, sur une base de 12 mètres de long, sur 6 de large. La chaire, située dans l'abside du l'édifice, est accessible par un escalier à double volée. Il est inauguré en 1818, après douze ans de travaux.
Un orgue est installé dans le bâtiment, en 1844. L'orgue est construit vers 1840 par Augustin Zeiger. Le clocher est construit en 1849. La cloche date de 1849.
Le temple est inscrit au titre des monuments historiques, depuis le 10 mai 1991.

## Manifestations
Le Festival international de piano de La Roque-d'Anthéron organise une partie de ses concerts au temple protestant de Lourmarin.